# Nancy Travis
Nancy Travis (Nueva York, 21 de septiembre de 1961) es una actriz y productora estadounidense originaria de Nueva York. Ha trabajado tanto en cine como en televisión, participando en proyectos, tales como Tres hombres y un bebé y Becker. 

## Vida profesional y privada
Durante su infancia la actriz vivió en Baltimore y en Boston, pero regresó a Nueva York para estudiar actuación. En esos primeros años, pudo vérsela en varias obras teatrales: It’s Hard to be a Jew, Brighton Beach Memoirs y My Children, My Africa. En la obra King of Connecticut, compartió el escenario con Frances McDormand y debutó en Broadway con la exitosa I’m Not Rappaport. 
A partir de 1985, comenzó su carrera en la industria del cine, interpretando papeles en películas como Tres hombres y un bebé, protagonizada por Tom Selleck y Ted Danson e Internal Affairs, junto a Richard Gere. Obtuvo papeles secundarios en películas protagonizadas por Michelle Pfeiffer (Married to the Mob), Jeff Bridges (The Vanishing) y Robert Downey Jr. (Chaplin). 
En el año 1994, contrajo matrimonio con el expresidente de Savoy Pictures, Robert Fried. Con él tuvo 2 hijos: Benjamin, nacido en 1998, y Jeremy, nacido en 2001. 
En televisión protagonizó dos series: Almost Perfect y Work with Me. También pudo vérsela en la miniserie de Stephen King Rose Red y en la serie protagonizada por Ted Danson Becker. 
A fines de la década de 2000, realizó apariciones en las series Numb3rs, Médium, y obtuvo un papel recurrente en la serie The Bill Engvall Show. En el año 2008, obtuvo una nominación a los premios Prism por su papel en la película para televisión The Party Never Stops: Diary of a Binge Drinker. 

## Filmografía

### En cine
- Tres hombres y un bebé (1987)
- Married to the Mob (1988)
- Eight Men Out (1988)
- Internal Affairs (1990)
- Loose Cannons (1990)
- Air America (1990)
- Three Men and a Little Lady (1990)
- Passed Away (1992)
- Chaplin (1992)
- The Vanishing (1993)
- So I Married an Axe Murderer (1993)
- Greedy (1994)
- Lieberman in Love (1995)
- Destiny Turns on the Radio (1995)
- Fluke (1995)
- Bogus (1996)
- Auggie Rose (2000)
- The Sisterhood of the Traveling Pants (2005)
- The Jane Austen Book Club (2007)
- Sally (cortometraje, 2007)
- The Pregnancy Pact (2010)
- Ordinary Angels (2024)[1]

### En televisión

#### Como actriz
- Malice in Wonderland (1985), película para TV
- ABC Afterschool Specials (1985), 1 episodio
- Harem (1986), película para TV
- Worlds Beyond (1987), 1 episodio
- Tales from the Darkside (1987), 1 episodio
- I’ll Be Home for Christmas (1988), película para TV
- Fallen Angels (1993), 1 episodio
- Aaahh!!! Real Monsters (1994), 1 episodio
- Body Language (1995), película para TV
- The Real Adventures of Jonny Quest (1996), 1 episodio
- Duckman (1997) (voz), video
- Gun (1997), 1 episodio
- Duckman: Private Dick/Family Man (1994-1997), 19 episodios
- Almost Perfect (1995-1997), 34 episodios
- Superman (1998), 1 episodio
- My Last Love (1999), película para TV
- Work with Me (1999), serie televisiva
- Running Mates (2000), película para TV
- The Wild Thornberrys (2000), 1 episodio
- Rose Red (2002), miniserie
- Becker (2002-2004), 39 episodios
- Talk Show Diaries (2005), película para TV
- Boys Life, 1 episodio
- The Party Never Stops: Diary of a Binge Drinker (2007), película para TV
- Medium (2008), 1 episodio
- Numb3rs (2009), 1 episodio
- The Bill Engvall Show (2007-2009), 16 episodios
- Greys Anatomy (2010), temporada 7, episodio 16, como Allison Baker.
- Last man standing (2011-2021)

#### Como productora
- My Last Love (1999), película para TV
- Work with Me (1999), serie televisiva